# Leonid Konstantinowitsch Ramsin
Leonid Konstantinowitsch Ramsin  (russisch Леонид Константинович Рамзин; * 14. Oktoberjul. / 26. Oktober 1887greg. im Dorf Sosnowka bei Tambow; † 28. Juni 1948 in Moskau) war ein russischer Ingenieur auf dem Gebiet der Wärmetechnik. 1930 wurde er ein Opfer Stalins und kam ins Gefängnis, wurde dann aber wieder freigelassen und erhielt 1943 den Stalinpreis.

## Leben
Ramsin besuchte das Jungengymnasium Tambow sowie die Höhere Technische Schule Moskau. Im Jahre 1921 übernahm er die Leitung des Wärmetechnischen Instituts der Sowjetunion. Er war an der Ausarbeitung und Umsetzung des Planes zur Elektrifizierung Russlands (GOELRO) beteiligt.

### „Prozess gegen die Industriepartei“ und Inhaftierung
Im Jahre 1930 wurde er im fingierten Prompartija-Prozess („Prozess gegen die Industriepartei“) angeklagt. Seine Aussagen, in denen er detailliert die Tätigkeiten einer angeblich vorhandenen Untergrundorganisation von Ingenieuren beschrieb (zum Beispiel die Vorbereitung und Unterstützung einer ausländischen Intervention in die Sowjetunion sowie die Errichtung von militärischen Stützpunkten dazu), wurden zum Hauptpunkt der Untersuchung gegen ihn und die übrigen Beschuldigten. Er wurde zum Tode durch Erschießen verurteilt; das Urteil wurde in eine Gefängnisstrafe von 10 Jahren umgewandelt.
In der Gefangenschaft führte er die Arbeiten an dem von ihm entwickelten Dampfkessel fort. Im Jahre 1933 kam der erste solche Dampfkessel im Wärmekraftwerk TEZ-9 testweise zum Einsatz.

### Gefangenschaft, Amnestie und Stalinpreis
Im Jahre 1934 übernahm er die Leitung eines Konstruktionsbüros, welches in der 9. Abteilung des KGB angesiedelt war. In diesem Konstruktionsbüro arbeiteten verhaftete Ingenieure; es wurde eine der ersten Scharaschkas. Im Jahre 1936 kam Ramsin aufgrund einer Amnestie frei. 1943 wurde ihm für herausragende wissenschaftliche Erfindungen der Stalinpreis verliehen. Ramsin arbeitete am Moskauer Institut für Energietechnik. In seinem Buch Der Archipel GULAG (Band 1, Kapitel Das Gesetz ist reif, Seite 366) bezeichnete Alexander Solschenizyn Ramsin als „Prototyp des zynischen und brillanten Verräters“. Alle sieben Wissenschaftler, die er während des Prompartija-Prozesses beschuldigt hat, kamen im Gefängnis um. Bis zu seinem Tod wurde Ramsin von der sowjetischen Wissenschaft geächtet und ignoriert.